# Merate
Merate är en ort och kommun i provinsen Lecco i regionen Lombardiet i Italien. Kommunen hade 14 891 invånare (2018).